# Augusto Fernández
Augusto Matías Fernández (Pergamino, 10 april 1986) is een Argentijns voormalig voetballer die doorgaans speelde als middenvelder. Tussen 2006 en 2021 was hij acitef voor River Plate, Saint-Étienne, Vélez Sarsfield, Celta de Vigo, Atlético Madrid, Beijing Renhe en Cádiz CF. Fernández debuteerde in 2011 in het Argentijns voetbalelftal en kwam uiteindelijk tot zestien interlandoptredens.

## Clubcarrière
Fernández begon zijn carrière bij River Plate en in 2009 verhuisde hij in navolging van zijn landgenoot Gonzalo Bergessio naar het Franse Saint-Étienne. Op 9 juli 2010 verkaste hij na slechts elf wedstrijden terug naar zijn vaderland, naar Vélez Sarsfield, waar hij voor drie jaar tekende. Op 9 augustus 2012 ging hij opnieuw spelen in Europa, toen hij een verbintenis voor vier jaar ondertekende bij Celta de Vigo in Spanje. In januari 2016 verhuisde hij naar Atlético Madrid, waar hij een contract van drieënhalf jaar tekende. In januari 2018 maakte Fernández de overstap naar Beijing Renhe. Cádiz haalde Fernández terug naar Spanje in de zomer van 2020. Een jaar later liep zijn verbintenis af en besloot de Argentijn op vijfendertigjarige leeftijd een punt te zetten achter zijn actieve loopbaan.

## Interlandcarrière
Fernández maakte zijn debuut in het Argentijns voetbalelftal op 15 september 2011, toen er met 2–1 gewonnen werd van Brazilië. De vleugelaanvaller mocht in de basis beginnen en werd drie minuten voor tijd gewisseld. Zijn enige doelpunt maakte hij op 15 juni 2013 tegen Guatemala.
| Interlands van Augusto Fernández voor Argentinië | Interlands van Augusto Fernández voor Argentinië | Interlands van Augusto Fernández voor Argentinië | Interlands van Augusto Fernández voor Argentinië | Interlands van Augusto Fernández voor Argentinië | Interlands van Augusto Fernández voor Argentinië | Interlands van Augusto Fernández voor Argentinië |
| №                                                | Datum                                            | Wedstrijd                                        | Uitslag                                          | Competitie                                       | Goals                                            |                                                  |
| Als speler bij Vélez Sarsfield                   | Als speler bij Vélez Sarsfield                   | Als speler bij Vélez Sarsfield                   | Als speler bij Vélez Sarsfield                   | Als speler bij Vélez Sarsfield                   | Als speler bij Vélez Sarsfield                   | Als speler bij Vélez Sarsfield                   |
| ------------------------------------------------ | ------------------------------------------------ | ------------------------------------------------ | ------------------------------------------------ | ------------------------------------------------ | ------------------------------------------------ | ------------------------------------------------ |
| 1                                                | 15 september 2011                                | Argentinië – Brazilië                            | 0 – 0                                            | Vriendschappelijk                                |                                                  |                                                  |
| 2                                                | 29 september 2011                                | Brazilië – Argentinië                            | 2 – 0                                            | Vriendschappelijk                                |                                                  |                                                  |
| Als speler bij Celta de Vigo                     |                                                  |                                                  |                                                  |                                                  |                                                  |                                                  |
| 3                                                | 14 november 2012                                 | Saoedi-Arabië – Argentinië                       | 0 – 0                                            | Vriendschappelijk                                |                                                  |                                                  |
| 4                                                | 15 juni 2013                                     | Guatemala – Argentinië                           | 0 – 4                                            | Vriendschappelijk                                | 34'                                              |                                                  |
| 5                                                | 14 augustus 2013                                 | Italië – Argentinië                              | 1 – 2                                            | Vriendschappelijk                                |                                                  |                                                  |
| 6                                                | 16 oktober 2013                                  | Uruguay – Argentinië                             | 3 – 2                                            | WK 2014 kwalificatie                             |                                                  |                                                  |
| 7                                                | 19 november 2013                                 | Argentinië – Bosnië en Herzegovina               | 2 – 0                                            | Vriendschappelijk                                |                                                  |                                                  |
| 8                                                | 4 juni 2014                                      | Argentinië – Trinidad en Tobago                  | 3 – 0                                            | Vriendschappelijk                                |                                                  |                                                  |
| 9                                                | 7 juni 2014                                      | Argentinië – Slovenië                            | 2 – 0                                            | Vriendschappelijk                                |                                                  |                                                  |
| 10                                               | 3 september 2014                                 | Duitsland – Argentinië                           | 2 – 4                                            | Vriendschappelijk                                |                                                  |                                                  |
| Als speler bij Atlético Madrid                   |                                                  |                                                  |                                                  |                                                  |                                                  |                                                  |
| 11                                               | 24 maart 2016                                    | Chili – Argentinië                               | 1 – 2                                            | WK 2018 kwalificatie                             |                                                  |                                                  |
| 12                                               | 29 maart 2016                                    | Argentinië – Bolivia                             | 2 – 0                                            | WK 2018 kwalificatie                             |                                                  |                                                  |
| 13                                               | 6 juni 2016                                      | Argentinië – Chili                               | 2 – 1                                            | Copa América Centenario                          |                                                  |                                                  |
| 14                                               | 10 juni 2016                                     | Argentinië – Panama                              | 5 – 0                                            | Copa América Centenario                          |                                                  |                                                  |
| 15                                               | 18 juni 2016                                     | Argentinië – Venezuela                           | 4 – 1                                            | Copa América Centenario                          |                                                  |                                                  |
| 16                                               | 21 juni 2016                                     | Verenigde Staten – Argentinië                    | 0 – 4                                            | Copa América Centenario                          |                                                  |                                                  |

## Erelijst
| Competitie       |             |               |             |             |
| Competitie       | Aantal      | Jaren         |             |             |
| River Plate      | River Plate | River Plate   | River Plate | River Plate |
| ---------------- | ----------- | ------------- | ----------- | ----------- |
| Primera División | 1           | 2008 Clausura |             |             |
| Vélez Sársfield  |             |               |             |             |
| Primera División | 1           | 2011 Clausura |             |             |